# Eritrichium alpinum
Eritrichium alpinum är en strävbladig växtart som beskrevs av S. V. Ovczinnikova. Eritrichium alpinum ingår i släktet Eritrichium och familjen strävbladiga växter. Inga underarter finns listade i Catalogue of Life.